# Vladimir Oravsky

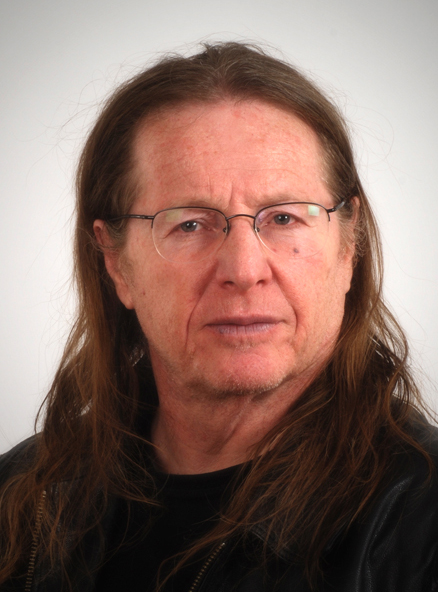
Vladimir Oravsky, 2013

Vladimir Oravsky (* 22. Januar 1947 in der Tschechoslowakei) ist ein schwedischer Autor.

## Leben und Karriere
Bevor sich Vladimir Oravsky entschied, hauptberuflich als Autor zu leben, war er als Maschineningenieur und Fließbandkonstrukteur tätig. In Schweden, in Dänemark, in der Schweiz, in Thailand und in den USA überlebte Vladimir Oravsky als Tellerwäscher, Reinigungskraft, Zeitungsausträger, Hafenarbeiter, Goldwäscher, Erbsenpflücker; Traktorfahrer, Koch, Schauspieler, Photograph, Übersetzer, Texter, Literaturkritiker, Dramaturg, Lektor, Lehrer, Kulturbürokrat sowie als Kulturmanager in Umeå, als Film- und Theaterdirektor und als Produzent. Vladimir Oravskys Bücher sind bei vielen Verlagen publiziert wie beispielsweise Studentlitteratur, h:ström, Text und Kultur, Nya Doxa, Symposium, Raket-Verlag, Lundtofte Publishing, De Rode Kramer, Wydawnictwo Czarne and Branner und Koch. Vladimir Oravsky veröffentlichte Bücher für Kinder und Jugendliche und schrieb Theaterstücke und Drehbücher. Wie sein Vorbild George S. Kaufmann arbeitete er oft mit Co-Autoren zusammen, unter ihnen Kurt Peter Larsen, Daniel Malmén, Lars von Trier oder Jakob Stegelmann.

## Auszeichnungen
Vladimir Oravsky und Kurt Peter Larsen gewannen 2006 gemeinsam den Internationalen Preis für das beste Theaterstück für Kinder, organisiert vom „International Playwrights’ Forum, International Theatre Institute / ITI and ASSITEJ“ (International Association of Theatre for Children and Young People) für ihren Beitrag „AAAHR!!!“, „The Diary of Zlata Ibrahimivic“ von Vladimir Oravsky und Daniel Malmén war eines der Stücke, die einen Preis beim Royal Drama Theatre / Elverket in Stockholm gewannen.